# Basilica di San Pietro in Vincoli
La basilica di San Pietro in Vincoli è un luogo di culto cattolico del centro storico di Roma, situato nel rione Monti, sul colle Oppio; è anche detta basilica Eudossiana dal nome della fondatrice, Licinia Eudossia, la stessa che chiamò a Roma i Vandali che la saccheggiarono nel 455, ed è nota soprattutto per ospitare la tomba di Giulio II con il celebre Mosè di Michelangelo Buonarroti. La basilica è una rettoria affidata dai canonici regolari della Congregazione del Santissimo Salvatore lateranense e su di essa insiste l'omonimo titolo cardinalizio.

## Storia
La basilica fu fatta costruire nel 432, presso le Terme di Tito all'Esquilino, da Licinia Eudossia, figlia di Teodosio II e moglie di Valentiniano III sul luogo di un precedente culto cristiano indicato come titulus apostolorum.
Da esplorazioni archeologiche effettuate sotto l'attuale basilica è stata evidenziata l'esistenza di un intricato complesso urbanistico, databile tra il III secolo a.C. e il III secolo d.C., che sorgeva sulla sommità ovest del complesso detto della Domus Transitoria neroniana, abitazione romana composta di un cortile, un porticato con vasca, un criptoportico e giardini.
La domus è forse databile al IV secolo; successivamente fu costruita un'ampia aula absidata. Questo complesso fu in seguito demolito e nella seconda metà del IV secolo, sull'area fu costruita una spaziosa chiesa di tipo basilicale dedicata agli Apostoli di cui era titolare il Presbitero Filippo, Legato Pontificio nominato da papa Celestino I al Concilio di Efeso (431) il quale in uno scritto la cita con nome di Ecclesia Apostolorum. La chiesa andò distrutta per cause ignote, ma Filippo, con l'intervento di Licinia Eudossia, la fece ricostruire tra il 432 e il 470 mantenendone le medesime dimensioni (larga metri 28 e lunga metri 60 circa).
Secondo la tradizione Elia Eudocia, madre di Eudossia, durante un viaggio in Palestina nel 432, avrebbe avuto in dono da Giovenale Patriarca di Gerusalemme le catene che avrebbero avvinto San Pietro durante la prigionia subita a Gerusalemme, per ordine di Erode Agrippa. Elia Eudocia incaricò la figlia Licinia Eudossia di portarle a Roma.
La tradizione della Chiesa racconta che Licinia Eudossia mostrò le catene di Pietro a papa Leone I, che le avvicinò a quelle che furono di Pietro nel Carcere Mamertino. Le due catene si fusero in maniera irreversibile. A memoria del miracolo, fu fatta edificare la basilica che doveva conservarle.
In quegli anni, sia l'Impero sia il Papato erano in gravi difficoltà a causa delle continue scorribande di popolazioni barbare che forzavano i confini dell'impero, arrivando a minacciare anche Roma.

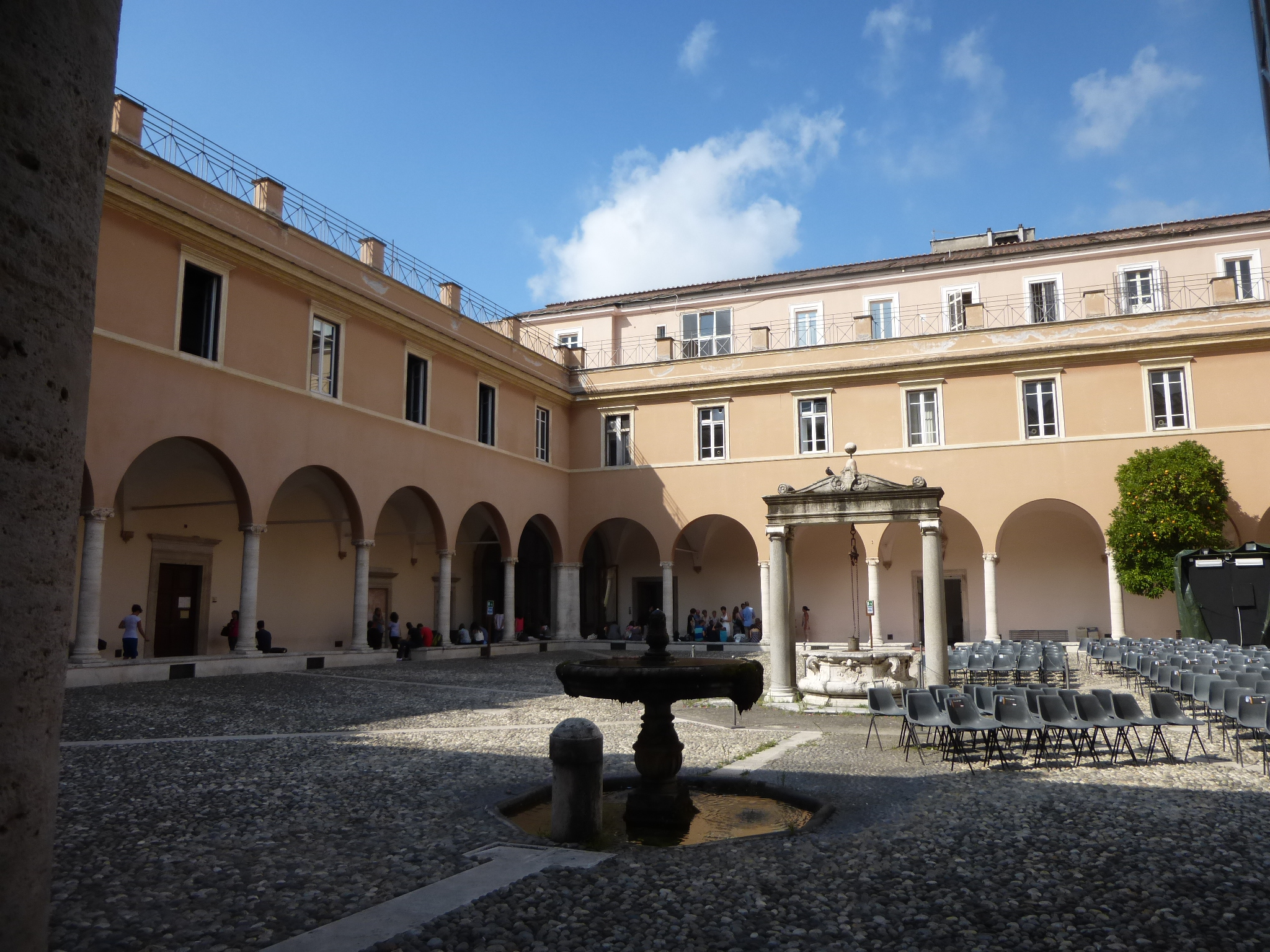
Il chiostro

Il miracolo della congiunzione delle catene, una proveniente da Oriente e una da Occidente, assunse così un grande significato simbolico e politico, dovevano dimostrare un forte legame tra i due imperi e forse una volontà mai realizzata di riunificazione, voluta e benedetta da Dio.
La consacrazione della basilica ebbe luogo già nel 439 durante il pontificato di papa Sisto III. Successivamente subì molti restauri, i più importanti, fatti da Adriano I nel 780, da Sisto IV nel 1471 e da Giulio II nel 1503. Altri restauri furono eseguiti nel XVIII e XIX secolo.
Nella chiesa sarebbero stati nominati Giovanni II e Gregorio VII.
Al restauro di Giulio II risale l'architettura attuale della chiesa, con il portico d'ingresso, e la ristrutturazione del convento annesso. Il disegno originario del chiostro, che è stato recentemente restaurato (foto), è attribuito dal Vasari a Giuliano da Sangallo.
L'edificio del convento fu adibito, dopo l'unità d'Italia, a sede della Facoltà di Ingegneria della Sapienza. Il pozzo centrale, eseguito da Simone Mosca nel 1517, è decorato da mascheroni e inserito fra quattro colonne trabeate (il disegno è attribuito a Antonio da Sangallo il Giovane), è il simbolo della facoltà di Ingegneria. Sempre nel cortile, una fontana del 1642, dono del cardinale Antonio Barberini.

## Descrizione

### Struttura della basilica

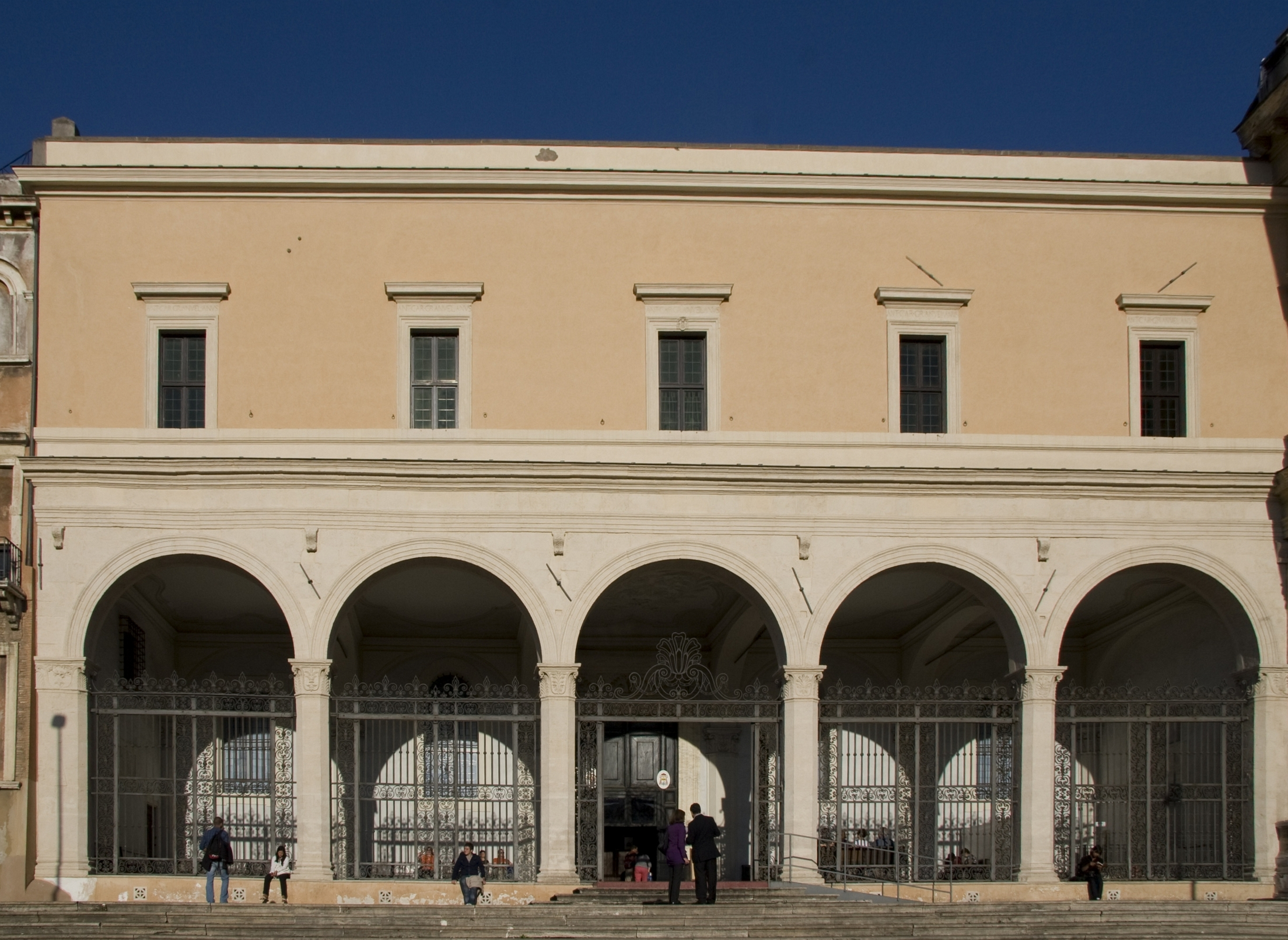
Il portico della facciata

Pianta basilicale a tre navate divise da colonne, abside fuori asse, perché costruita sfruttando l'aula absidale della preesistente costruzione romana. Nel XVI secolo furono aggiunti il chiostro e il portico.

### Esterno
La facciata chiusa dal portico, si affaccia sulla Piazza di San Pietro in Vincoli, è circondata dalle mura del convento. La parte esterna dell'abside è del V secolo è visibile da via Delle Sette Sale. L'abside e i muri esterni appartengono alla struttura originale del V secolo, la facciata con il portico, appartengono alle ristrutturazioni di Sisto IV e di Giulio II.
Il portico, costruito su progetto di Baccio Pontelli, è composto di cinque archi sostenuti da sei colonne ottagonali, è chiuso da una cancellata di bronzo, su i capitelli lo stemma di Giulio II.
Il portale esterno in marmo della basilica, risale al V secolo; la parte interna è stata modificata nel XVI secolo.

### Interno

#### Piedicroce

##### Navata centrale

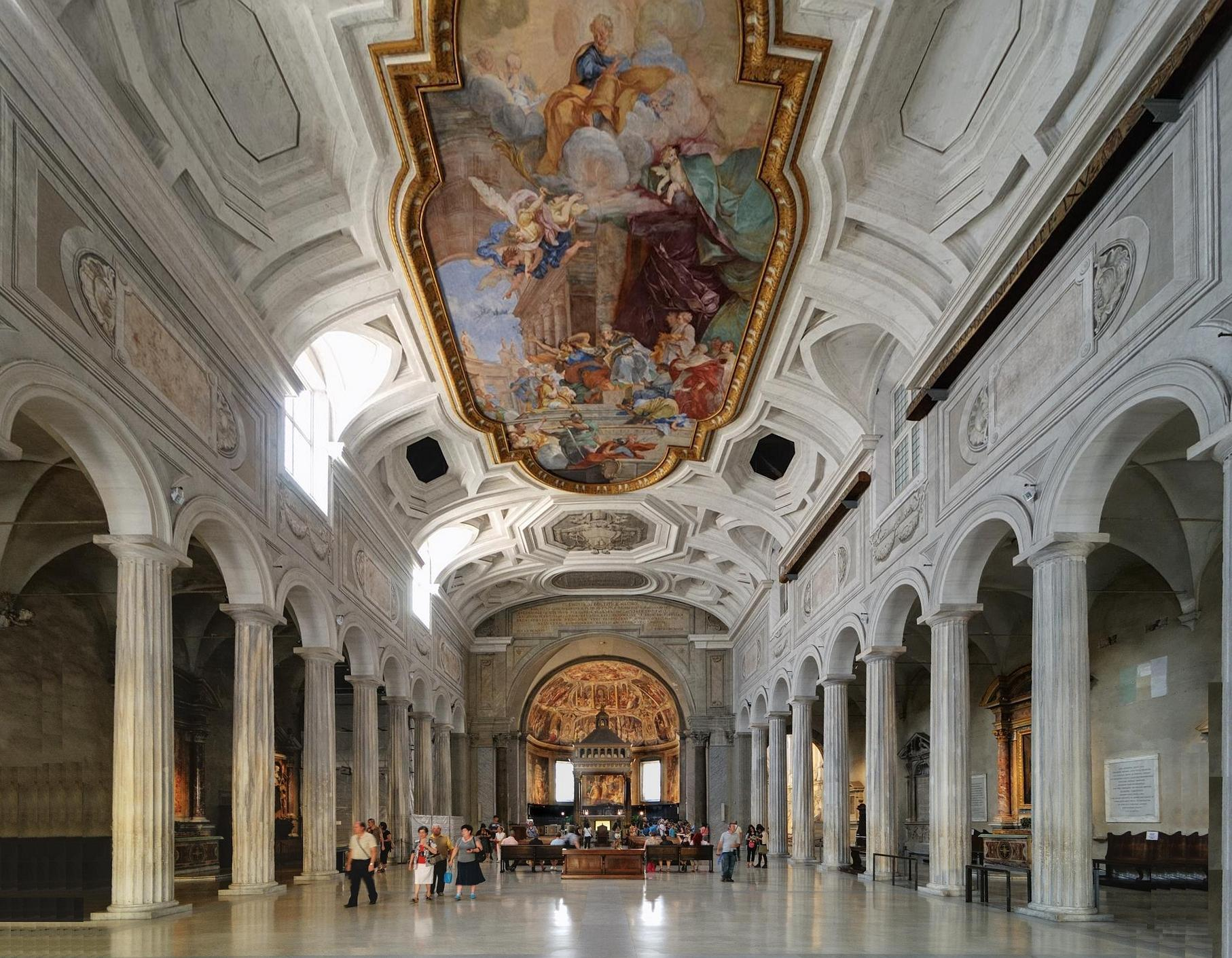
Interno

La navata centrale è divisa dalle navate laterali da venti colonne doriche originali in marmo Imezio, provenienti sicuramente dalla Grecia, in quanto, pare che non esistessero colonne romane di questo tipo, furono prelevate probabilmente dal vicino Portico di Livia. La base delle colonne è un rifacimento del V secolo.
La volta è a botte ribassata, ricoperta a cassettoni realizzata da Francesco Fontana nel 1706. Alla base della volta, è esposta divisa in due la trave della catena centrale risalente ai lavori di ristrutturazione del 1465 eseguiti a sue spese dal cardinale Cusano, del quale si legge il nome e la data in numeri romani. Al centro del soffitto campeggia imponente un grande affresco dipinto nel 1706 da Giovanni Battista Parodi; esso rappresenta un fatto accaduto nel 969, un conte al seguito dell'imperatore Ottone I di Sassonia che viene liberato dal demonio al contatto delle catene di san Pietro.
Il pavimento, smantellato nel 1956 per permettere gli scavi sotto la basilica, è di costruzione recente.
Subito a sinistra del portale di ingresso, sul primo pilastro di sinistra, vi è la tomba dei pittori fiorentini Antonio e Piero del Pollaiolo. Le sculture con i due ritratti, Antonio a sinistra e Piero a destra, sono sormontate dalla figura del Cristo benedicente; furono eseguite tra il 1498 e il 1510 da Luigi Capponi. Al di sopra del monumento, in minima parte da esso occultato, vi è l'affresco Processione propiziatoria di Sisto IV per la fine della peste del 1476, del 1476, attribuito a Antonio di Benedetto degli Aquili detto Antoniazzo Romano.
A sinistra del portale di entrata, in una nicchia scavata nell'intonaco della controfacciata, un volto di Cristo, appartenente probabilmente agli affreschi originali della basilica del V secolo.

##### Navate laterali

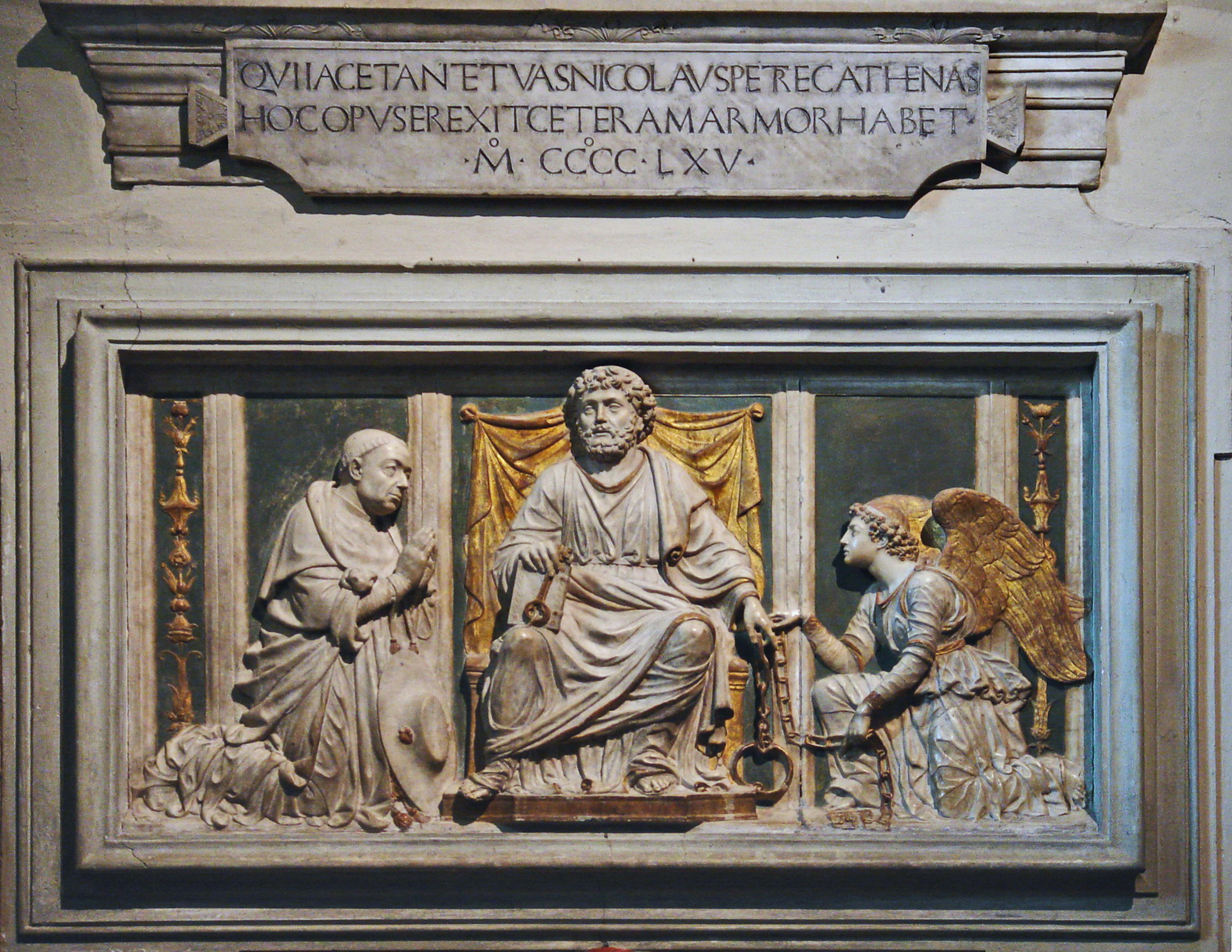
La tomba di Niccolò Cusano

Posta sul muro perimetrale all'inizio della navata sinistra, appare la tomba del cardinale Niccolò Cusano, scolpita nel 1465 da Andrea Bregno, subito a destra, la lapide che in precedenza era sul pavimento. La scultura rappresenta il cardinale che venera San Pietro, a destra l'angelo liberatore. Sotto la scultura, il cancro, simbolo araldico del cardinale (il suo nome in tedesco era Nikolaus Krebs o Kryffs, in latino Cancer). Il primo altare della navata stessa è sormontato dalla Deposizione di Cristo, dipinta da Cristoforo Roncalli detto il Pomarancio (attribuzione) nei primi anni del XVII secolo. L'icona musiva di San Sebastiano è inserita nel terzo altare della navata sinistra; si tratta dell'unica raffigurazione del santo anziano e con la barba, rappresentato come un tribuno romano ma vestito alla bizantina. Come si legge nella lapide accanto all'altare, venne realizzata come voto per respingere la peste che colpì Roma da giugno a settembre del 680. L'icona e l'altare erano precedentemente posizionati sulla parete di sinistra della controfacciata, e nel 1683 furono spostati nella posizione attuale. Nella parte alta dell'ancona, sopra l'icona, c'è un antico dipinto della Madonna con il Bambino.
Appoggiato al pilone di controfacciata destra, si trova l'altare dedicato a san Pietro Fourier. Sopra il primo altare della stessa navata laterale, vi è un dipinto del Guercino raffigurante Sant'Agostino (1621-23). Il dipinto del 1602 di Domenico Zampieri detto il Domenichino, Liberazione di Pietro è esposto all'interno della sacrestia nuova; sul terzo altare della navata destra, è esposta una copia realizzata da Pietro Santi Bartoli nel 1683 con dimensioni diverse, probabilmente per poter essere adattata alla forma dell'altare.

#### Capocroce

##### Presbiterio e absidi

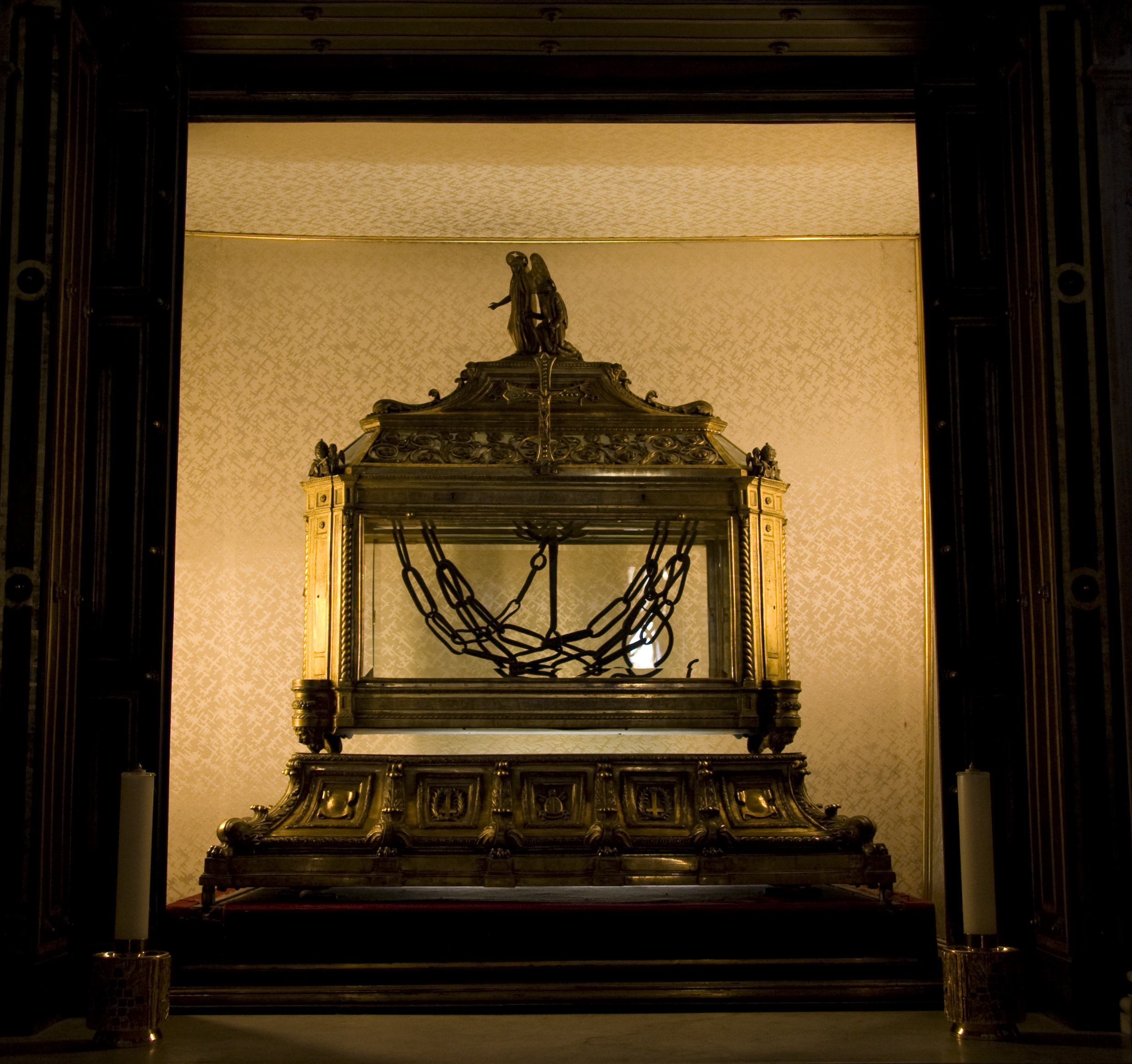
Il reliquiario delle catene

Il presbiterio come appare oggi è stato progettato da Virginio Vespignani e realizzato tra il 1876 e il 1877. Del precedente presbiterio rimane solo l'altare centrale, realizzato nella ristrutturazione del 1465 voluta dal cardinale Cusano.
La struttura è composta dall'altare, sovrastato dal grande ciborio ottocentesco in stile neoclassico realizzato da Vespignani, e preceduto da una confessione alla quale si scende tramite due rampe laterali, e dalla quale si accede alla cripta. Tramite due scalinate in marmo, si accede all'altare centrale e all'area absidale.
L'altare in marmo, ha nel centro il reliquiario chiuso da due portelle di bronzo dorato del 1477 opera di Giovanni Matteo Foppa detto Caradosso che custodiscono l'Urna delle Catene di San Pietro realizzata nel 1856 da Andrea Busiri Vici. ai lati del reliquiario, due statue, a sinistra San Pietro, a destra l'Angelo Liberatore.
Le catene di san Pietro sono composte da due spezzoni saldati tra loro, quelle del carcere romano, sono composte da ventitré anelli che finiscono con un collare, quelle provenienti da Gerusalemme sono undici anelli più piccoli. Altri pezzi di catena, probabilmente delle imitazioni messe solamente a contatto con le vere catene di Pietro, o forse fusioni con la limatura delle catene originali, sono custodite a Santa Maria del Fiore a Firenze, a Santa Cecilia a Roma, altri spezzoni sono custoditi in varie chiese d'Italia e d'Europa. Molti papi, hanno distribuito in passato piccoli spezzoni di catena o solo limatura di esse su richiesta di cardinali che volevano esporle nei propri reliquiari.
La confessione, che incornicia il reliquiario, è circondata da una balaustra in marmo nella quale si stagliano quattro piccole statue di angeli neri di ottima fattura. Tramite due piccole rampe si scende verso un piccolo altare posto davanti all'urna delle catene. Sui due fianchi, protetti da grate, gli accessi alla cripta.

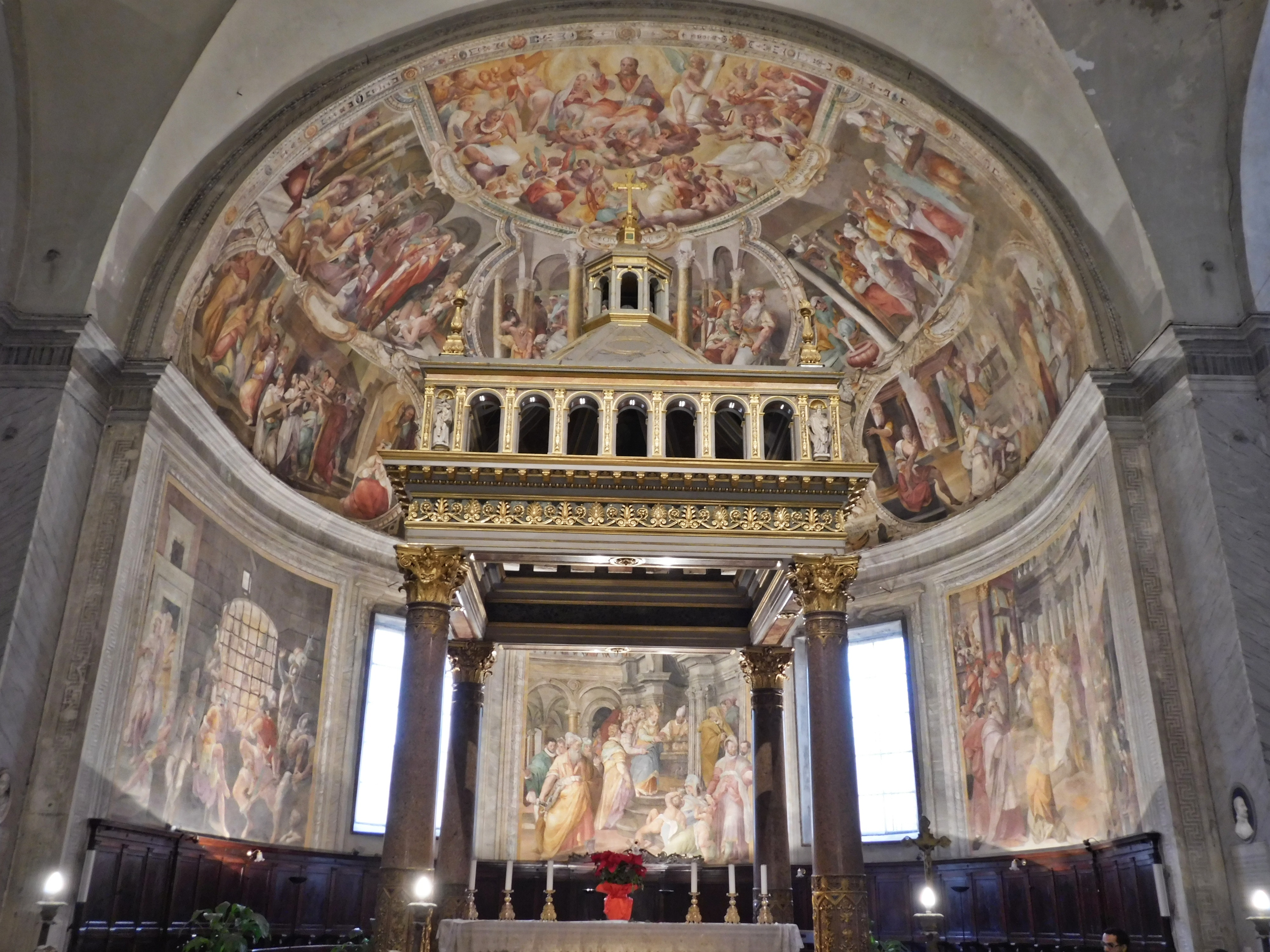
Il ciborio e gli affreschi dell'abside

La cripta, piccolo spazio sotto l'altare centrale, sembra secondo la tradizione, sia stato il primo carcere di san Pietro a Roma, prima di essere trasferito nel Carcere Mamertino. All'interno della Cripta è custodito il sarcofago dei Sette Fratelli Maccabei, ebrei martirizzati nel II secolo a.C., venerati anche dai cristiani e da altre religioni orientali. Il sarcofago, probabilmente portato da Antiochia a Roma da papa Pelagio II. Fu ritrovato nel 1876 durante i lavori di rifacimento del presbiterio, è diviso in sette scomparti contenenti dei resti umani e con dei sigilli che indicano con sicurezza la sua autenticità. Sul sarcofago sono scolpite cinque scene: La resurrezione di Lazzaro, La moltiplicazione dei pani e dei pesci, La Samaritana, L'annuncio di Gesù a Pietro della rinnegazione, La consegna della legge. Sopra al sarcofago, un affresco di Silverio Capparoni del 1876-77 che rappresenta il Martirio dei fratelli Maccabei con loro madre che implora per la salvezza dell'ultimo figlio. La cripta completamente affrescata con motivi floreali è dello stesso periodo.
L'altare maggiore è sovrastato da un grande ciborio in legno dorato, sostenuto da quattro colonne in granito con capitelli barocchi.
L'abside è stata decorata nel 1577 con affreschi di Jacopo Coppi, commissionati da Raffaello Campioni, allora priore generale della Congregazione dei Canonici Regolari Renani di San Salvatore. Nel catino sono rappresentate le scene della Ricrocifissione di Beyrut, avvenuta nel VII secolo, l'immagine di Cristo per sfregio crocifissa gettò sangue. La parete è coperta da tre grandi affreschi: a sinistra la Liberazione di Pietro dal carcere di Gerusalemme per opera dell'angelo, al centro Eudocia che riceve le catene da Giovenale, a destra Eudossia che mostra le catene al Papa.
Ai lati dell'abside maggiore, si affacciano sul transetto due absidiole: quella di sinistra, del XIX secolo, è caratterizzata dal dipinto dell'Immacolata, di Giuseppe Bravi, posto sopra l'altare; quella di destra, già dei conti Silvestri, la pala del Guercino Santa Margherita di Antiochia (1644).

##### La tomba di Giulio II e ilMosèdi Michelangelo

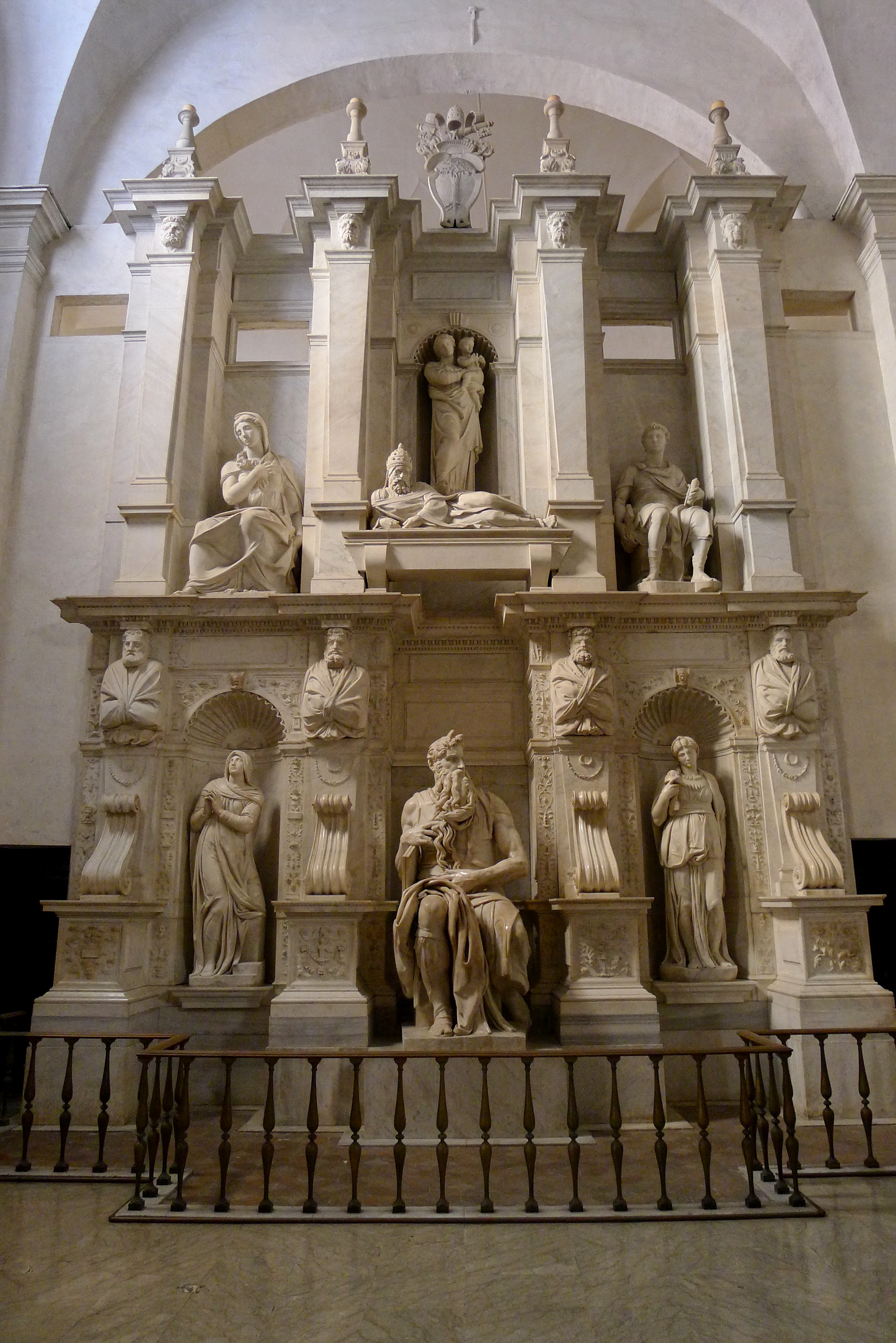
La tomba di Giulio II

Situato nel braccio del transetto destro, si trova il Mausoleo che doveva essere la tomba di Papa Giulio II. Fu commissionato a Michelangelo nel 1505, la fabbrica fu interrotta diverse volte e il completamento avvenne nel 1545, trentadue anni dopo la morte di Giulio II. Il progetto originale doveva essere molto più grande e prevedeva l'ampliamento della Basilica per poterlo contenere. Erano previste più di quaranta statue che dovevano formare una stanza funebre per il Papa. La versione definitiva, dopo che il progetto ebbe la sesta modifica, fu di sette statue tra cui il famoso Mosè di Michelangelo.
Il Mosè è considerato una delle più grandi opere della scultura rinascimentale. È alto due metri e trentacinque centimetri e occupa la posizione centrale del mausoleo. La statua, che inizialmente era seduta in posizione frontale, venticinque anni dopo il suo completamento fu modificata da Michelangelo, pare per distogliere lo sguardo dalle catene di Pietro. Per ottenere la torsione, abbassò la seduta di 7 cm, rimpiccolì il ginocchio sinistro per portare indietro la gamba e girò a destra la barba per mancanza di marmo a sinistra. II naso fu ricavato dalla gota sinistra. Le corna sulla testa di Mosè furono fatte perché Michelangelo, interpretando male gli scritti in ebraico, lesse come corna quelli che dovevano essere raggi di luce.
Il sarcofago che doveva contenere il corpo di Giulio II è posto sopra al Mosè. Sopra il coperchio, una grande statua che rappresenta il Papa sdraiato su un fianco. Studi recenti attribuiscono l'opera alla mano di Michelangelo.
La Rachele (Vita contemplativa) è posizionata alla destra del Mosè mentre la Lia (Vita attiva) alla sinistra. Entrambe eseguite da Michelangelo e completate da Raffaele Sinibaldi detto Raffaello da Montelupo.
La "Sibilla", alla destra della statua di Giulio II, e Il "Profeta", alla sinistra, sono opera di Raffaello da Montelupo.
La "Madonna col Bambino", posizionata al centro in alto, è opera di Domenico Fancelli detto Scherano da Settignano.

##### Organo a canne

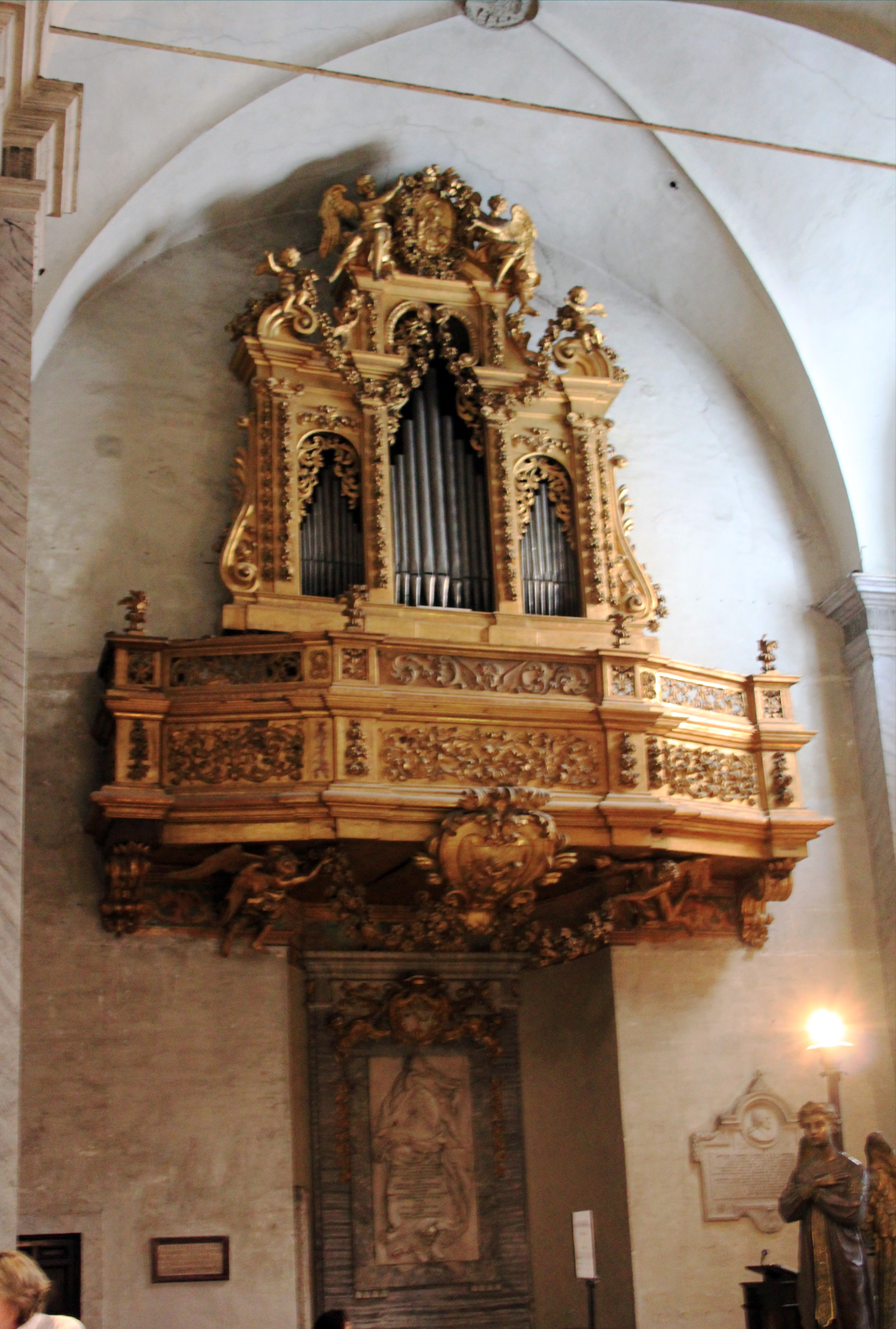
L'organo a canne

A ridosso della testata del braccio di sinistra del transetto, al di sopra di una propria cantoria, si trova l'organo a canne della basilica, costruito tra il 1686 e il 1687 da Giacomo Alari e ampliato nel 1884 da Attilio Priori; ulteriori modifiche furono effettuate nel 1924 da Paolo Quaresima e, tra il 2012 e il 2014, lo strumento venne restaurato da Michel Formentelli, con il ripristino delle caratteristiche ottocentesche.
Il materiale fonico è racchiuso all'interno della cassa lignea dorata, riccamente decorata con sculture; la mostra, composta da canne di principale disposte in tre cuspidi, si articola in altrettanti campi. La consolle è a finestra e si apre al centro della parete anteriore della cassa; essa dispone di un'unica tastiera e pedaliera e i registri (in totale 22) sono azionati da pomelli a tiro disposti in due colonne alla destra del manuale. La trasmissione è integralmente meccanica sospesa.

#### Sacrestia
La sacrestia si trova dietro alle spalle della tomba di Giulio II, e vi si accede da due porte ai lati del monumento. L'ambiente è originario del V secolo, fu trasformata da Sisto IV e da Giulio II tra la fine del XV e l'inizio del XVI secolo, per contenere le catene di Pietro. Si accedeva anche dal portico attraverso una rampa di scale che recentemente è stata restaurata e chiusa da una finestra che si affaccia sul portico.
L'ambiente originale è stato diviso in due per creare una stanza per la conservazione delle catene e da una piccola cappella. La sistemazione definitiva è dovuta a Alberto di Brandeburgo, Titolare di san Pietro in Vincoli intorno al 1620.
La volta presenta un ovale e quattro scene con episodi della vita di Pietro, più in basso dodici lunette con personaggi della Congregazione dei Canonici Regolari Renani e Santi. Queste pitture, come si deduce da ricevute di pagamento del 1661, sono di Ottavio Mazzienti.
Nella sacrestia sarebbe stato custodito il dipinto raffigurante San Giovanni Battista, opera di un presunto maestro romano. Il quadro divenne famoso perché Giotto disegnò in pochi minuti sul viso del santo una mosca così perfetta che il Cimabue, rientrato dopo un'assenza, tentò di scacciarla con le mani. Il dipinto è stato trafugato.

#### Sepolture e lapidi

##### Sepolture di cardinali e vescovi
Nelle navate Laterali, troviamo alcuni monumenti funebri di Cardinali, alcune delle quali con sculture e dipinti di notevole interesse.
- Nel secondo altare della navata sinistra, si trova la tomba del cardinale Cinzio Passeri Aldobrandini, Titolare di San Pietro in Vincoli Dal 1605 al 1610.
- La tomba del cardinale Mariano Pietro Vecchiarelli del 1639 nel quarto altare della navata sinistra. Di fronte all'altare è presente una porzione della precedente pavimentazione.
- Nel secondo altare della navata destra, la Tomba del cardinale Lanfranco Margotti Titolare di San Pietro in Vincoli dal 1610 al 1611. In alto un tondo del Domenichino del 1611 con il ritratto del cardinale.
- La tomba del cardinale Girolamo Agucchi, titolare di San Pietro in Vincoli dal 1604 al 1605. La tomba progettata dal Domenichino reca in alto il ritratto del cardinale dipinto dal Domenichino nel 1605.
- La tomba del cardinale Girolamo Della Rovere, titolare di San Pietro in Vincoli dal 1587 al 1592, situata alla fine della navata destra.
- La tomba del cardinale Antonio Andrea Galli, titolare di San Pietro in Vincoli dal 1757 al 1767 situata nel braccio sinistro del transetto sotto l'organo.
- La lapide della tomba del cardinale Castruccio Castracane degli Antelminelli, titolare dal 1833 al 1844, prima posta sul pavimento, ora sull'interno del pilone della controfacciata sinistra.
- La lastra tombale del cardinale Sisto Gara della Rovere, titolare dal 1507 al 1517, spostata dal pavimento al muro di controfacciata di sinistra.
- La lastra tombale del vescovo Giovanni Andrea Bussi, collaboratore del cardinale Cusano, precedentemente era sul pavimento, ora è sul muro di controfacciata di sinistra.
- Unica lastra tombale ancora sul pavimento della basilica, quella di Eustachio Giovenale Orsini, nobile romano morto nel 1483, presso il muro di controfacciata di destra.
- La lastra tombale del cardinale Niccolò Maria Lercari, titolare di San Pietro in Vincoli dal 1743 al 1757 posizionata sulla parete di destra della controfacciata vicino all'entrata della Basilica.
- Entrando nella chiesa a sinistra vi è la sepoltura di Antonio Benci detto Il Pollaiolo, noto artista fiorentino del XV secolo.

Su un vecchio intonaco poggiato nel braccio del transetto sinistro, la lapide in affresco della tomba del cardinale Lorenzo Casoni, Titolare di San Pietro in Vincoli dal 1715 al 1720.

##### Lapidi commemorative
Lapide commemorativa dell'elezione a Titolare di San Pietro in Vincoli del cardinale Hélie de Talleyrand-Périgord, Titolare dal 1331 al 1348. Il frammento non presenta il nome del cardinale, ma il riferimento alla nascita in Tolosa, ne dimostra con buone probabilità il riferimento al Cardinale Francese. La lapide prima sul pavimento, ora è posta sul muro di sinistra della controfacciata.
Sul muro del transetto di sinistra, la lapide commemorativa del cardinale Adolphe-Louis-Albert Perraud, Titolare di san Pietro in Vincoli dal 1896 al 1906.
Sul pilone sinistro dell'abside, la lapide commemorativa di Agostino Steuco. Sul pilone opposto, la tomba del miniaturista Giulio Clovio del 1578.